# 徹里 (亞利桑那州)
徹里（英語：Cherry）是位於美國亞利桑那州亞瓦派縣的一個非建制地區。該地的面積和人口皆未知。

## 地理
徹里的座標為34°35′17″N 112°02′31″W / 34.58806°N 112.04194°W，而該地的平均海拔高度為1568米（即5143英尺）。